# Kevin Roy
Kevin Roy, född 20 maj 1993, är en kanadensisk professionell ishockeyforward som är kontrakterad till Anaheim Ducks i NHL och spelar för deras primära samarbetspartner San Diego Gulls i AHL. Han har tidigare spelat på lägre nivåer för Northeastern Huskies (Northeastern University) i NCAA och Lincoln Stars i USHL.
Roy draftades i fjärde rundan i 2012 års draft av Anaheim Ducks som 97:e spelare totalt.

## Statistik
| 2009–2010   | Deerfield Academy    |             | 27  | 12 | 16 | 28  | —  | —  | — | — | —  | — |
| 2010–2011   | Deerfield Academy    |             | 18  | 19 | 15 | 34  | 6  | —  | — | — | —  | — |
| 2011–2012   | Lincoln Stars        | USHL        | 59  | 54 | 50 | 104 | 50 | 8  | 7 | 3 | 10 | 4 |
| 2012–2013   | Northeastern Huskies | NCAA        | 29  | 17 | 17 | 34  | 24 | —  | — | — | —  | — |
| 2013–2014   | Northeastern Huskies | NCAA        | 37  | 19 | 27 | 46  | 30 | —  | — | — | —  | — |
| 2014–2015   | Northeastern Huskies | NCAA        | 35  | 19 | 25 | 44  | 28 | —  | — | — | —  | — |
| 2015–2016   | Northeastern Huskies | NCAA        | 29  | 10 | 16 | 26  | 10 | —  | — | — | —  | — |
|             | San Diego Gulls      | AHL         | 2   | 0  | 0  | 0   | 0  | —  | — | — | —  | — |
| 2016–2017   | San Diego Gulls      | AHL         | 67  | 16 | 30 | 46  | 16 | 10 | 2 | 3 | 5  | 0 |
| 2017–2018   | Anaheim Ducks        | NHL         | 1   | 0  | 0  | 0   | 0  | —  | — | — | —  | — |
|             | San Diego Gulls      | AHL         | 10  | 4  | 7  | 11  | 2  | —  | — | — | —  | — |
| NHL totalt  | NHL totalt           | NHL totalt  | 1   | 0  | 0  | 0   | 0  | —  | — | — | —  | — |
| AHL totalt  | AHL totalt           | AHL totalt  | 79  | 20 | 37 | 57  | 18 | 10 | 2 | 3 | 5  | 0 |
| NCAA totalt | NCAA totalt          | NCAA totalt | 130 | 65 | 85 | 150 | 92 | —  | — | — | —  | — |